# Edriophtalma
|  | Denne artikel er oprettet af botten Steenthbot ud fra en ekstern database. Den kan derfor have sproglige fejl eller mangler. Denne skabelon kan fjernes efter kontrol af indholdet. |

Edriophtalma er en dansk eksperimentalfilm fra 1993 instrueret af Mio A.F. Schrøder.

## Handling
Time - watch - gone - have - hate - pure picture - playing - piano - DAY - WOULD - FOR A NOTHER DAY - FAST - DAY - TIME - WATCH - GONE - HAVE - pour un chein -